# Radio de curvatura (óptica)

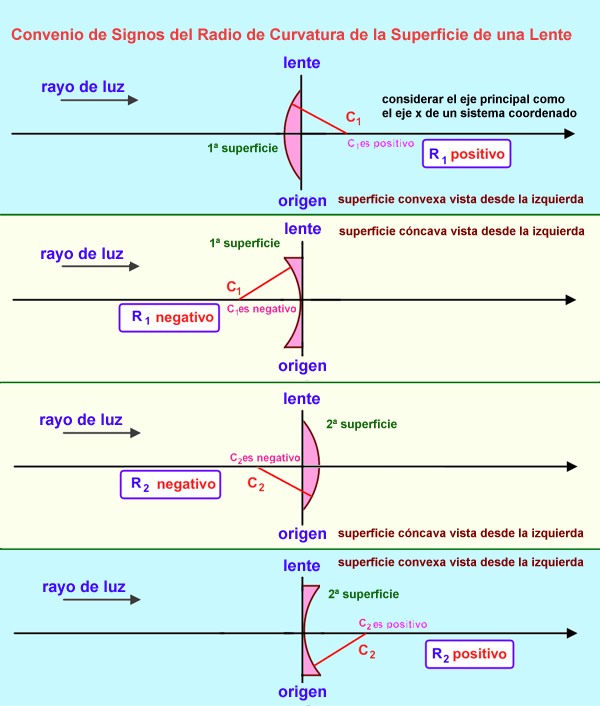
Convenio del signo del radio de curvatura utilizada en diseño óptico

El concepto de radio de curvatura (RDC) posee un significado concreto y un convenio de signos propio cuando se utiliza en diseño óptico.  Una lente esférica o superficie de espejo tienen un centro de curvatura localizado en un punto cualquiera del sistema de coordenadas (x, y, z), bien a lo largo del eje óptico del sistema local o bien descentrado. El vértice de la superficie de la lente está localizado en el eje óptico local. La distancia del vértice al centro de curvatura es el radio de curvatura de la superficie. El convenio de signos para el radio óptico de curvatura tiene la forma siguiente:
- Si el vértice se localiza a la izquierda del centro de curvatura, el radio de curvatura es positivo.
- Si el vértice se localiza a la derecha del centro de curvatura, el radio de curvatura es negativo.

Así, cuando se representa verticalmente y de lado una lente biconvexa, el radio de la superficie de curvatura izquierda es positivo, y la superficie derecha tiene un radio de curvatura negativo.
Debe hacerse notar sin embargo que en áreas de la óptica distintas del diseño, son utilizados en ocasiones otros convenios de signos. En particular, muchos libros de texto de física utilizan un convenio de signos en el que las superficies convexas de las lentes son siempre positivas. En consecuencia, debe tenerse un especial cuidado cuando se utilizan fórmulas tomadas de fuentes diferentes.

## Superficies asféricas
Superficies ópticas con perfiles no esféricos, como las superficies de las lentes asféricas, también tienen su correspondiente radio de curvatura. Estas superficies son típicamente diseñadas de forma que su perfil está descrito por la ecuación:
{\displaystyle z(r)={\frac {r^{2}}{R\left(1+{\sqrt {1-(1+K){\frac {r^{2}}{R^{2}}}}}\right)}}+\alpha _{1}r^{2}+\alpha _{2}r^{4}+\alpha _{3}r^{6}+\cdots ,}
donde el eje óptico se presume que se sitúa en la dirección z, y {\displaystyle z(r)} es la flecha—la componente z del desplazamiento de la superficie desde el vértice hasta la distancia {\displaystyle r} desde el eje. Si {\displaystyle \alpha _{1}} y {\displaystyle \alpha _{2}} son cero, entonces {\displaystyle R} es el radio de curvatura y {\displaystyle K} es la constante cónica medida en el vértice (donde {\displaystyle r=0}). Los coeficientes {\displaystyle \alpha _{i}} describen la desviación de la superficie desde la superficie cuádrica axialmente simétrica especificada por {\displaystyle R} y {\displaystyle K}.